# Pilistvere

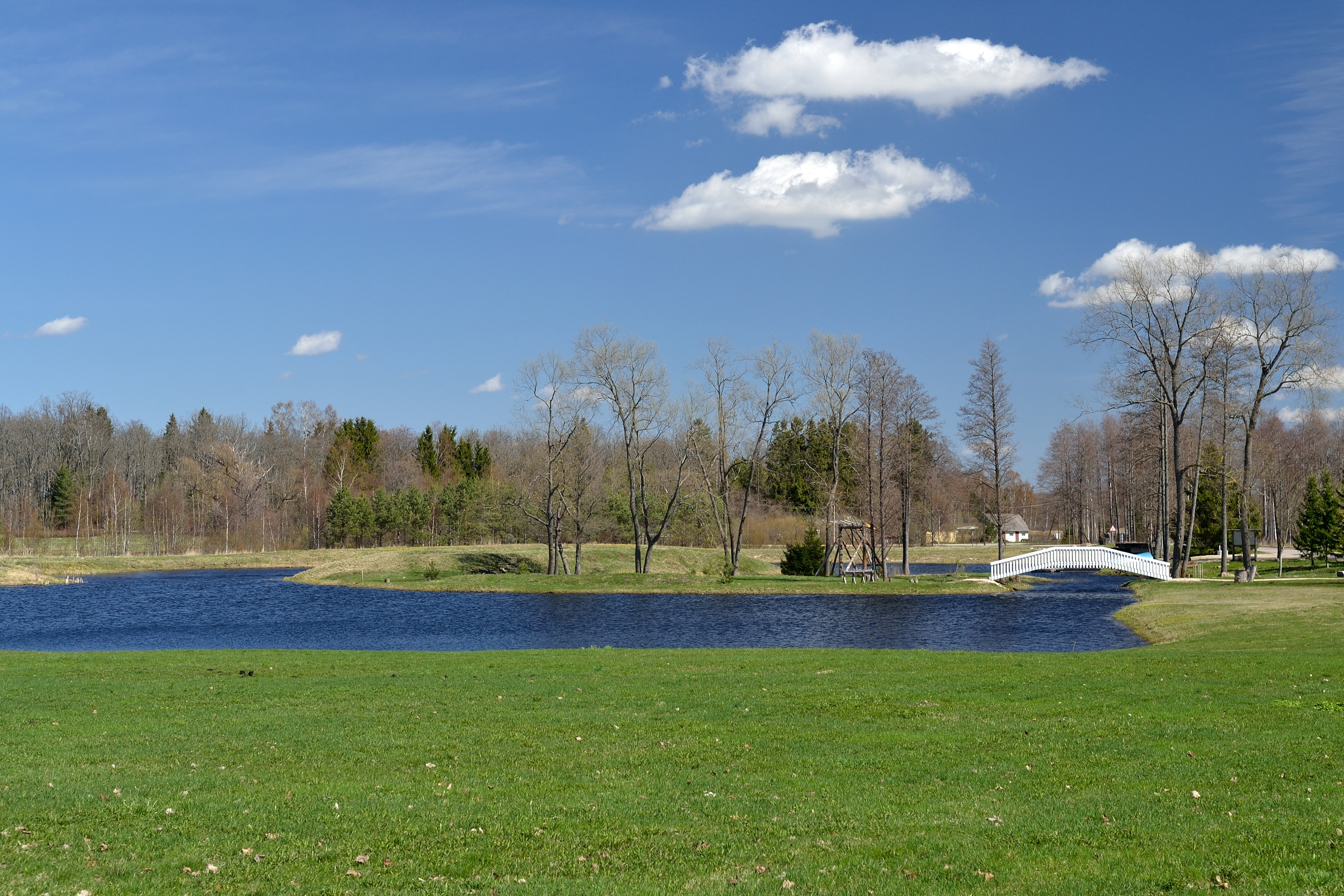

Pilistvere (deutsch Pillistfer) ist ein Dorf in der estnischen Gemeinde Kõo im Kreis Viljandi. Pilistvere hat 159 Einwohner (Stand: 1. Januar 2000).

## Geschichte
Pilistvere war vom 13. bis zum Beginn des 20. Jahrhunderts das Zentrum eines Kirchspiels gewesen. Dieses wurde erstmals 1454 urkundlich erwähnt. Zum damaligen Kirchspiel gehörten das Pastorat Pilistvere sowie die (teils historischen) Gemeinden Kabala (deutsch:Kabbal), Eistvere (deutsch: Eigstfer), Arusaare (deutsch: Arrosaar), Hermani (deutsch: Hermannshof), Kõo (deutsch: Wollmarshof), Ollepa, Jalametsa, Laimetsa (deutsch: Laimetz), Loopre, Imavere und Võrevere. Die Andreas-Kirche von Pilistvere stammt von circa 1310. Sie wurde 1641 sowie im 19. und 20. Jahrhundert umgestaltet.
Im Jahr 1687 fand in Pilistvere die zweite estnische Bibelkonferenz statt, die für die estnische Kulturgeschichte und Sprache große Bedeutung besitzt.

## Pilistvere-Meteorit
Am 8. August 1863 wurde über Pilistvere ein Meteoritenregen beobachtet. Von den acht Meteoriten wurden später vier gefunden. Der sogenannte Pilistvere-Meteorit gehört zur Gruppe der Steinmeteorite (Chondrit).

## Persönlichkeiten
Aus Pilistvere stammen die estnischen Politiker Andres Larka (1894–1942) und August Rei (1886–1963) sowie der Dichter und Maler Peeter Sink (1902–1957). Auf dem Friedhof von Pilistvere liegt das Grab des Politikers und Mitbegründers der Republik Estland Jüri Vilms (1889–1918).